# Universo Treviso Basket 2019-2020
Questa voce raccoglie le informazioni riguardanti l'Universo Treviso Basket nelle competizioni ufficiali della stagione 2019-2020.

## Stagione
La stagione 2019-2020 dell'Universo Treviso Basket sponsorizzata De'Longhi, è la 1ª nel massimo campionato italiano di pallacanestro, la Serie A.
Per la composizione del roster si decise di optare per la formula con 5 giocatori stranieri senza vincoli.

## Organigramma societario
Aggiornato al 1 agosto 2019.
- Presidente: Paolo Vazzoler
- Direttore Generale: Giovanni Favaro
- Direttore Sportivo: Andrea Gracis
- Segreteria: Alberto Bernhart
- Team Manager: Simone Cacio
- Stampa / Marketing / Comunicazione: Simone Fregonese, Giovanni Moro
- Amministrazione: Paola Aletto
- Commerciale: Alessandro Carraro
- Webmaster: Jay Carrer
- Media: Matteo Vettori
- Speaker: Roberto Focarelli
- Fotografo: Michele Gregolin

- Allenatore: Massimiliano Menetti
- Assistenti: Francesco Tabellini, Gabriele Galigani
- Responsabile Video: Mirco Saccardo
- Preparatore Atletico: Dario De Conti
- Massofisioterapista / Osteopata: Riccardo Pietrobon
- Medici: Angelo Motta, Francesca Conte
- Team Manager: Simone Cacio
- Fisioterapista: Mauro Pozzobon
- Ass. Preparatore Atletico: Roberto Vaccher

## Roster
Aggiornato al 1 agosto 2019.
| De'Longhi Treviso 2019-20 | De'Longhi Treviso 2019-20 |
| Giocatori                 | Staff tecnico             |
| ------------------------- | ------------------------- |

| N. | Naz.                                              | Ruolo | Nome             | Anno | Alt.   | Peso   |  |
| -- | ------------------------------------------------- | ----- | ---------------- | ---- | ------ | ------ |  |
| 0  | Italia (bandiera)                                 | C     | Amedeo Tessitori | 1994 | 208 cm | 97 kg  |  |
| 1  | Stati Uniti (bandiera) · Polonia (bandiera)       | PG    | David Logan      | 1982 | 185 cm | 77 kg  |  |
| 4  | Italia (bandiera)                                 | AG    | Davide Alviti    | 1996 | 200 cm | 88 kg  |  |
| 5  | Slovenia (bandiera)                               | P     | Aleksej Nikolić  | 1995 | 191 cm | 92 kg  |  |
| 6  | Italia (bandiera)                                 | P     | Manuel Saladini  | 2002 | 176 cm | 90 kg  |  |
| 6  | Capo Verde (bandiera) · Portogallo (bandiera)     | AP    | Ivan Almeida     | 1989 | 198 cm | 93 kg  |  |
| 11 | Stati Uniti (bandiera)                            | A     | Jordan Parks     | 1994 | 201 cm | 91 kg  |  |
| 12 | Italia (bandiera)                                 | P     | Matteo Imbrò (C) | 1994 | 192 cm | 86 kg  |  |
| 15 | Italia (bandiera)                                 | AC    | Matteo Chillo    | 1993 | 203 cm | 104 kg |  |
| 16 | Italia (bandiera)                                 | G     | Lorenzo Uglietti | 1994 | 192 cm | 84 kg  |  |
| 20 | Italia (bandiera)                                 | AC    | Luca Severini    | 1996 | 204 cm | 92 kg  |  |
| 22 | Italia (bandiera)                                 | P     | Lorenzo Piccin   | 2002 | 176 cm | 80 kg  |  |
| 24 | Nuova Zelanda (bandiera) · Regno Unito (bandiera) | AG    | Isaac Fotu       | 1993 | 203 cm | 104 kg |  |
| 25 | Stati Uniti (bandiera)                            | G     | Charles Cooke    | 1994 | 196 cm | 89 kg  |  |
| -  | Italia (bandiera)                                 | A     | Vittorio Bartoli | 2002 | 201 cm |        |  |
| -  | Italia (bandiera)                                 | AG    | Edoardo Ronca    | 2003 |        |        |  |

| Allenatore                                                                                            |
| - Massimiliano Menetti                                                                                |
| Assistente/i                                                                                          |
| - Francesco Tabellini - Gabriele Galigani Legenda - (C) Capitano - (IN) Inattivo - Infortunato Roster |

## Mercato

### Sessione estiva
| Acquisti | Acquisti        | Acquisti          | Acquisti   | Acquisti |
| R.a      | Nome            | da                | Modalità   |          |
| -------- | --------------- | ----------------- | ---------- | -------- |
| P        | Aleksej Nikolić | Partizan          | prestito   |          |
| G        | Elston Turner   | Eisb. Bremerhaven | definitivo |          |
| A        | Jordan Parks    | Orlandina         | definitivo |          |
| AC       | Isaac Fotu      | Ulma              | definitivo |          |
| G        | Charles Cooke   | S. Falls Skyforce | definitivo |          |

| Cessioni | Cessioni           | Cessioni         | Cessioni       | Cessioni |
| R.       | Nome               | a                | Modalità       |          |
| -------- | ------------------ | ---------------- | -------------- | -------- |
| PG       | Giovanni Tomassini | Scaligera Verona | fine contratto |          |
| A        | Eric Lombardi      | Pall. Biella     | fine contratto |          |
| AC       | Alvise Sarto       | Pall. Mantovana  | prestito       |          |
| C        | Simone Barbante    | Pall. Biella     | fine contratto |          |
| G        | Dominez Burnett    | Cmoki Minsk      | fine contratto |          |
| G        | Elston Turner      | Free agent       | rescissione    |          |

### Dopo l'inizio della stagione
| Acquisti | Acquisti     | Acquisti   | Acquisti        | Acquisti   |
| R.       | Nome         | da         | Data            | Modalità   |
| -------- | ------------ | ---------- | --------------- | ---------- |
| AP       | Ivan Almeida | Free agent | 21 gennaio 2020 | definitivo |

| Cessioni | Cessioni      | Cessioni           | Cessioni        | Cessioni    |
| R.       | Nome          | a                  | Data            | Modalità    |
| -------- | ------------- | ------------------ | --------------- | ----------- |
| AG       | Luca Severini | Derthona Basket    | 20 gennaio 2020 | rescissione |
| G        | Charles Cooke | Atl. de San Germán | 22 gennaio 2020 | rescissione |